# John Griesemer
John Griesemer (* 5. Dezember 1947 in Elizabeth, New Jersey) ist ein US-amerikanischer Journalist, Autor und Schauspieler. Er lebt mit seiner Frau Faith Catlin und zwei Kindern in New Hampshire. Einer breiten Öffentlichkeit wurde er durch seinen Roman Rausch bekannt.

## Leben
John Griesemer arbeitete zunächst als Journalist für lokale Zeitungen, bevor er durch einen Zufall mit der Schauspielerei in Kontakt kam. Nach seinem Umzug nach New York 1977 studierte er Schauspiel bei Robert Lewis. Griesemer ist u. a. in den Filmen Malcolm X, Days of Thunder und Hexenjagd zu sehen. Parallel zu seiner Tätigkeit als Schauspieler schrieb er an Kurzgeschichten und Romanen. Im Jahr 2000 erschien in den Vereinigten Staaten sein erster Roman No One Thinks of Greenland (dt. Niemand denkt an Grönland), der 2005 als Guy X verfilmt wurde. Sein Roman Signal and Noise (dt. Rausch), der sich mit der Geschichte der Verlegung des Transatlantikkabels beschäftigt, war wochenlang in den Bestsellerlisten vertreten.

## Romane
- Rausch. Aus dem amerikanischen Englisch übersetzt von Ingo Herzke. Mare, Hamburg 2003, ISBN 3-936384-86-X. (Platz 1 der Spiegel-Bestsellerliste vom 6. bis zum 12. Oktober 2003)
- Niemand denkt an Grönland. Aus dem amerikanischen Englisch übersetzt von Ingo Herzke. Mare, Hamburg 2004, ISBN 3-936384-44-4.
- Roy auf dem Dach. Aus dem amerikanischen Englisch übersetzt von Thomas Gunkel. Mare, Hamburg 2006, ISBN 3-936384-96-7.
- Herzschlag. Aus dem amerikanischen Englisch übersetzt von Henning Ahrens. Arche, Hamburg 2009, ISBN 978-3-7160-2603-8.

## Filmografie (Auswahl)
- 1980: Das Mädchenorchester von Auschwitz
- 1984: Der Typ vom anderen Stern
- 1988: Acht Mann und ein Skandal
- 1990: Tage des Donners
- 1991: Stadt der Hoffnung
- 1992: Malcolm X
- 1993: Where the Rivers Flow North
- 1995: Die Langoliers
- 1996: Lone Star
- 1996: Hexenjagd
- 1998: My Mother’s Early Lovers
- 1999: Raw Nerve
- 1999: In Jest
- 1999: Henry Hill
- 1999: A Stranger in the Kingdom
- 2000: Risiko – Der schnellste Weg zum Reichtum
- 2004: Nothing Like Dreaming
- 2004: Windy Acres
- 2006: Disappearances
- 2006: The Sensation of Sight
- 2007: The Junior Defenders
- 2011: Brief Reunion
- 2013: Northern Borders
- 2014: Journey to the American Cinema
- 2016: Airfire